# Vereinstag Deutscher Arbeitervereine
La Fédération des associations ouvrières allemandes (Vereinstag Deutscher Arbeitervereine, VDAV) était une organisation unissant les associations de travailleurs allemands, fondée en 1863. Elle est née en réaction à la fondation de l'ADAV par Ferdinand Lassalle et s'est d'abord clairement enracinée dans le mouvement démocratique bourgeois avant de suivre son propre chemin sous l'influence d'August Bebel et de Wilhelm Liebknecht. Aux côtés du Parti populaire saxon, c'était un précurseur du Parti ouvrier social-démocrate (SDAP).

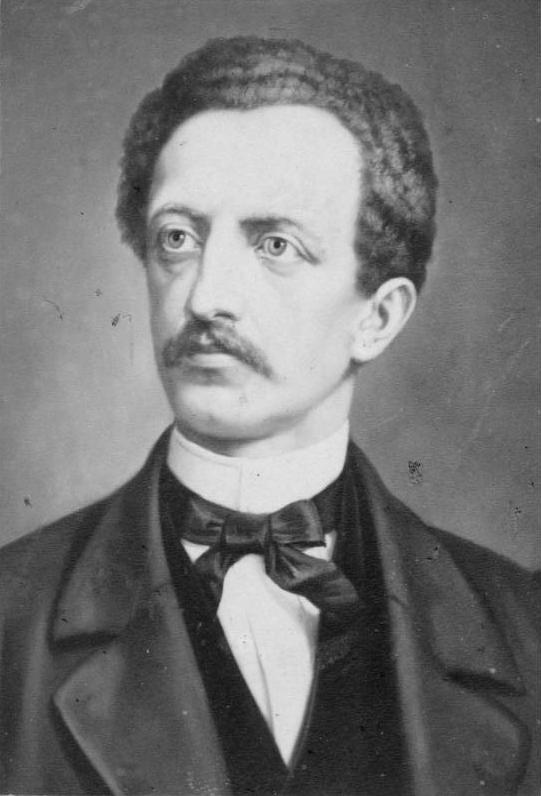
Ferdinand Lasalle

Les organisations ouvrières qui avaient émergé pendant la révolution de 1848 (Ligue des communistes, Fraternité générale des ouvriers allemands) avaient été brisées en 1854. Avec le début de la nouvelle ère en Prusse (i. e l'accession à la régence par le futur roi Guillaume Ier) la perspective d'un nouveau départ du mouvement ouvrier se rouvre. Le mouvement associatif est alors soutenu par les libéraux et les démocrates, qui considéraient la question sociale comme un problème temporaire et non comme l'émergence d'un nouveau groupe social émergent. Il s'agissait pour eux d'aider les ouvriers à accéder à l'éducation, afin qu'ils puissent s'élever et intégrer la petite bourgeoisie. Pour les libéraux et les démocrates, les associations ouvrières étaient une composante du mouvement lié à l'Association nationale, comme les associations de gymnastique et militaires. L'un des foyers du mouvement des associations ouvrières était en Saxe. Rétrospectivement, August Bebel mentionne des clubs à Leipzig, Crimmitschau, Dresde, Frankenberg, Glauchau et dans d'autres endroits. Dans certaines parties de Thuringe, ils ont eu du succès parmi les tisserands et les tricoteurs. Le développement a été similaire dans d'autres parties de l'Allemagne. Il y avait également dans le Wurtemberg, vers 1865, un "Gauverband" (c'est-à-dire une organisation à l'échelle du land). Il y avait aussi un nombre important de clubs dans le Baden et dans le royaume de Hanovre .
Cependant, une partie de la population ouvrière commençait à s'opposer à cette conception, de plus en plus parlant de « classe ouvrière ». Bien que le nombre d'ouvriers d'usine soit encore très faible, ces slogans trouvent également un écho parmi les ouvriers artisans. Après s'être rendus à l'Exposition universelle de Londres de 1862, des porte-parole des ouvriers de l'Association nationale ont plaidé pour la création de leur propre groupe d'intérêt et ont invité Ferdinand Lassalle à les représenter. Sous son influence est créé l'ADAV en 1863, le premier parti ouvrier allemand.
Cependant, seule une partie des associations ouvrières nouvellement constituées suivent le nouveau parti. En réaction, les démocrates et libéraux redoublent d'efforts pour fonder la même année une organisation faîtière alternative à l'ADAV, l'Association des associations ouvrières allemandes (VDAV).
Les partisans de ce mouvement s'unissent essentiellement sur leur opposition à Ferdinand Lassalle. Politiquement, ils allaient des démocrates républicains jusqu'à l'aile droite du libéralisme, celle qui formera le Parti national libéral en 1867.

## Organisation et positions

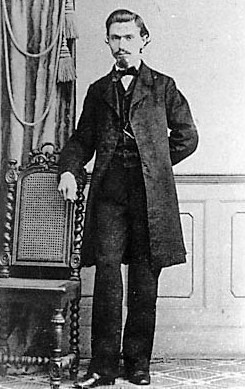
August Bebel en 1863

Le premier congrès de la VDAV a eu lieu les 7 et 8 juin 1863 à Francfort-sur-le-Main. 110 délégués, 54 clubs de 48 villes étaient représentés. Ensemble, ils représentaient environ 17 000 membres. Un large spectre politique était représenté. August Bebel de Leipzig était également présent, tout comme Hermann Becker, qui avait été condamné au procès communiste de Cologne après la révolution de 1848/49. Ils sont rejoints par Eugen Richter et l'éditeur munichois Julius Knorr. Le premier jour de l'association, Leopold Sonnemann, Max Wirth et d'autres ont été élus à un comité permanent. En tant que secrétaire, Sonnemann a repris la direction actuelle. Étant donné que la nouvelle organisation elle-même avait peu de revenus d'adhésion, elle était largement soutenue financièrement par l'Association nationale.
Le congrès décide de se réunir à l'avenir sur une base annuelle. Le sujet des délibérations serait tout ce qui peut avoir un impact sur le « bien-être des classes laborieuses ». L'assemblée se prononce en faveur de la liberté du commerce, de la création de coopératives et de l'introduction de caisses d'assurance vieillesse et invalidité dans un sens très libéral. L'association a recommandé de fonder des associations de district dans les différents États fédéraux, mais cela a échoué en Saxe en raison de l'opposition du gouvernement.
Le deuxième congrès de la VDAV a lieu à Leipzig en 1864. La discussion sur la constitution militaire prussienne a dû être abandonnée sous la pression des autorités. L'ordre du jour a été le suivant :
1. Libre circulation
2. Coopératives (associations de consommation, coopératives de production)
3. Programme unifié pour les associations ouvrières
4. Fonds de soutien aux itinérants
5. Assurance retraite
6. Assurance-vie
7. Régulation du marché du travail
8. Logement des travailleurs
9. Élection d'un comité permanent

47 clubs individuels étaient représentés. Parmi ceux-ci, 8 venaient de Leipzig seulement. Il y avait aussi 3 associations de district de l'Oberland du Bade, du Wurtemberg et du Maingau. L'organisation faîtière avait donc son objectif organisationnel en dehors de la Prusse en Saxe et dans le sud-ouest de l'Allemagne.
Max Hirsch, plus tard cofondateur des associations professionnelles libérales Hirsch-Dunckerschen, August Bebel, Leopold Sonnemann, l'éditeur du Frankfurter Zeitung, et le philosophe Friedrich Albert Lange sont élus au comité responsable des affaires entre deux congrès.
Le troisième congrès de l'association a eu lieu à Stuttgart en 1865. 60 clubs et une association de district avec 60 délégués étaient représentés. L'assemblée décide que le droit d'organisation était un droit naturel qui ne devait pas être entravé. Elle préconise également la création de coopératives de production. Les associations membres sont invitées à faire campagne pour le suffrage universel, égal et secret. Une présentation sur la question des femmes était également à l'ordre du jour.
L'Allgemeine Arbeiterzeitung, publié à Coburg, a d'abord servi d'organe de l'association. Après que ce journal ait été arrêté pour des raisons économiques, il est remplacé en 1867 par l'Arbeiterhalle, qui paraît à Mannheim.
L'objectif des démocrates bourgeois et des libéraux était d'empêcher la politisation des associations et de s'assurer au niveau central qu'elles ne dépassent pas une visée éducative. Il n'y a pas que la séparation des ouvriers du mouvement d'émancipation bourgeois qui fait la différence pour l'ADAV. Alors qu'il s'agissait d'une association d'ouvriers et d'artisans gérée de manière centralisée, orientée vers la petite Allemagne prussienne et exigeant des interventions de l'État social, la VDAV était orientée vers la grande Allemagne et organisée de manière beaucoup plus lâche et fédérale. La guerre de 1866 et la décision préliminaire associée en faveur d'une petite solution allemande ont eu un "effet pratiquement dévastateur" sur les clubs.
Le quatrième congrès de l'association a lieu à Gera en 1867. Seuls 37 clubs y étaient représentés. Cependant, il y avait maintenant 3 associations de district. Le sujet central fut la protection des mineurs après un accident minier dans la zone minière de Lugau. De nouveaux statuts sont également adoptés. Une présidence élue remplace le comité permanent. L'association à laquelle appartenait le président fournissait également le conseil d'administration de six membres pour le congrès. Aux élections, August Bebel l'emporte avec 19 voix contre 13 voix pour Max Hirsch.

## Conflit et division

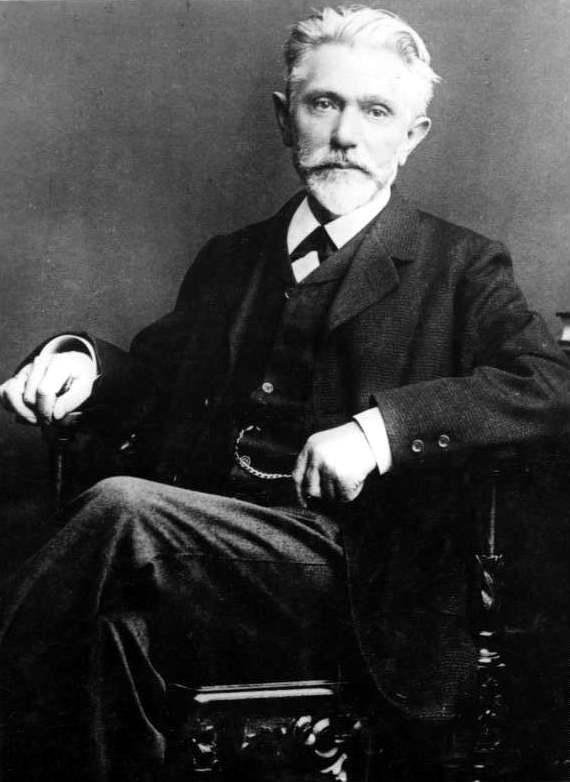
August Bebel

L'objectif de l'Association nationale d'empêcher la politisation n'a pas été atteint ; au contraire, la VDAV est devenu un deuxième parti ouvrier. Cela a d'ailleurs joué un rôle dans l'effondrement progressif de l'Association nationale elle-même. Enfin, des organisations syndicales ont émergé autour de la VDAV.
En 1867, August Bebel prend la présidence, qui était jusqu'alors entre les mains de libéraux de gauche. Quelque temps plus tard, Wilhelm Liebknecht, qui était sous l'influence de Karl Marx, a également joué un rôle. À partir de ce moment le rôle indépendant du mouvement ouvrier par rapport à la démocratie bourgeoise est affirmé.
La contradiction latente entre les deux camps fut ouvertement discutée lors du cinquième congrès, à Nuremberg en 1868. 115 délégués de 93 associations totalisant environ 13 000 membres ont participé à cette assemblée. Parmi les invités figuraient des représentants de l'Association internationale des travailleurs dirigée par Karl Marx. Bebel fut élu président par le congrès et eut ainsi une influence considérable sur le cours des événements. La question du programme était au centre des discussions. Les partisans d'une séparation d'avec les libéraux réussirent à affilier l'organisation à l'Internationale. Wilhelm Liebknecht justifie la séparation du mouvement ouvrier des démocrates bourgeois : 
« Parce que la question sociale et la question politique sont indissociables, l'intérêt des travailleurs exige qu'ils se séparent également politiquement de leurs adversaires sociaux. »
L'assemblée décide par 61 voix contre 31 de reconnaître les principes de la première Internationale, en particulier le principe directeur : L'émancipation des classes laborieuses doit être conquise par les classes laborieuses elles-mêmes. La résolution ne laissait aucun doute sur la critique du système politique existant :
« La question sociale est donc inséparable de la question politique, sa solution en est conditionnée et n'est possible que dans un État démocratique. »
Ce vote a conduit à de profonds conflits au sein du VDAV, et les représentants libéraux ont quitté Nuremberg pendant la session. Un des points de discorde était l'internationalisme soutenu par Marx. Cela contrastait avec l'idée de l'État-nation, qui jouait également un rôle central dans de larges secteurs de la VDAV. Les partisans des libéraux et des démocrates bourgeois ont quitté le VDAV. Le reste du VDAV était déjà proche du Parti populaire saxon en raison du rôle dirigeant de Bebel. Liebknecht a publié le magazine « Demokratisches Wochenblatt » pour les deux organisations.
En novembre 1868, en réaction à la fondation de la fédération syndicale liée à l'ADAV (Allgemeiner Deutscher Arbeiterschaftsverband) et des associations professionnelles libérales Hirsch-Dunckerschen, Bebel publia également un statut type pour les syndicats internationaux dans l'hebdomadaire. Il prônait la constitution par le bas de syndicats puis leur fusion en associations nationales. À la tête des syndicats devrait se trouver un conseil central. La première organisation sur cette base fut le Syndicat international des ouvriers de manufacture, d'usine et manuels, fondé en mai 1869 et basé à Leipzig.

## Transition vers le SDAP
Au sein de l'ADAV, la politique du nouveau président, Johann Baptist von Schweitzer, déclenche une résistance considérable, qui conduit de nombreux membres dirigeants, tels que Wilhelm Bracke et Friedrich Wilhelm Fritzsche, à quitter le parti. Dans l'hebdomadaire démocratique des associations ouvrières paraît le 17 juillet 1869 un appel signé par de nombreux anciens membres de l'ADAV et de la VDAV, des représentants des associations ouvrières allemandes de Suisse et d'Autriche, de l'IAA et de l'Association républicaine allemande à Zurich. L'objectif est de créer un parti de « tous les travailleurs sociaux-démocrates d'Allemagne ». Au congrès du parti d'Eisenach du 7 au 9 août 1869, une nouvelle organisation est fondée, le SDAP. La dernière réunion des associations ouvrières, qui a eu lieu au même endroit, décide d'adhérer à la nouvelle organisation.

## Congrès
1. 7-8 juin 1863 à Francfort-sur-le-Main. 110 délégués de 54 clubs représentant 48 villes.
2. 23-24 octobre 1864 à Leipzig. 47 clubs et trois associations de district.
3. 6-7 octobre 1867 à Gera. 36 délégués représentent 37 clubs et 3 associations de district.
4. 5-7 septembre 1868 à Nuremberg. 115 délégués représentent 93 clubs et environ 13 000 membres.

## Liens web
- Vereinstage des VDAV Fondation Friedrich-Ebert
- Wilhelm Liebknecht zur Wehrfrage auf dem 5. Vereinstag 1868 (PDF)
- Entstehung der Arbeiterbewegung (PDF) Universität München